# Erno Crisa
Erno Crisa, pseudonimo di Ernesto Crisà (Biserta, 10 marzo 1914 – Roma, 4 aprile 1968), è stato un attore italiano.

## Biografia
Nacque nel 1914 a Biserta, in Tunisia, da una famiglia di emigrati siciliani. Affascinato dal mondo dello spettacolo, dopo essere emigrato in Francia seguì i corsi di balletto e coreografia moderna e classica, della Preobajenska, riuscendo successivamente a lavorare in alcuni spettacoli teatrali parigini.
Debuttò nel cinema francese nel 1945 nella pellicola 90... la paura, con Fernandel.
Tornato in Italia, venne scritturato nella Compagnia di Wanda Osiris, nella quale lavorò come solista del balletto, nella stagione 1948-1949, nella rivista di Garinei e Giovannini, Al Grand Hotel.
Nel 1950 venne notato dal regista Luigi Zampa, che gli fece interpretare un ruolo nel film Cuori senza frontiere. Sarà l'inizio di una lunga serie di pellicole che girerà sino alla fine degli anni '60 (memorabile il ruolo del seduttore pentito e bisognoso di riscatto morale nel film collettivo L'oro di Napoli del 1954, diretto da Vittorio De Sica).
Morì improvvisamente a Roma, a cinquantaquattro anni, nel 1968. È sepolto nel cimitero di Casalpusterlengo, presso Lodi, accanto alla moglie Giuseppina Ferri.

## Filmografia
- 90... la paura (Le mystère Saint-Val), regia di René Le Hénaff (1945)
- Cuori senza frontiere, regia di Luigi Zampa (1950)
- I falsari, regia di Franco Rossi (1951)
- Messalina, regia di Carmine Gallone (1951)
- L'ultima sentenza, regia di Mario Bonnard (1951)
- La colpa di una madre, regia di Carlo Duse (1952)
- Papà ti ricordo, regia di Mario Volpe (1952)
- Gli eroi della domenica, regia di Mario Camerini (1952)
- Canzoni di mezzo secolo, regia di Domenico Paolella (1952)
- Gelosia, regia di Pietro Germi (1953)
- Canzoni, canzoni, canzoni, regia di Domenico Paolella (1953)
- Violenza sul lago, regia di Leonardo Cortese (1954)
- La figlia di Mata Hari, regia di Renzo Merusi (1954)
- Di qua, di là del Piave, regia di Guido Leoni (1954)
- L'oro di Napoli, regia di Vittorio De Sica (1954)
- Amore e fango - Palude tragica (Cañas y barro), regia di Juan de Orduña (1954)
- Questi fantasmi, regia di Eduardo De Filippo (1954)
- Il grande seduttore (Don Juan), regia di John Berry (1955)
- L'amante di Lady Chatterley (L'Amant de Lady Chatterley), regia di Marc Allégret (1955)
- La tierra del fuego se apaga, regia di Alfred Rode (1955)
- La fille de Feu, regia di Alfred Rode (1958)
- Due selvaggi a corte, regia di Ferdinando Baldi (1958)
- Cartagine in fiamme, regia di Carmine Gallone (1959)
- Caterina Sforza, la leonessa di Romagna, regia di Giorgio Walter Chili (1959)
- L'arciere nero, regia di Piero Pierotti (1959)
- I mafiosi, regia di Roberto Mauri (1959)
- I cosacchi, regia di Giorgio Rivalta e Viktor Turžanskij (1960)
- Delitto in pieno sole, regia di René Clément (1960)
- Il sepolcro dei re, regia di Fernando Cerchio (1960)
- Le baccanti, regia di Giorgio Ferroni (1961)
- Maciste contro lo sceicco, regia di Domenico Paolella (1961)
- Maciste il gladiatore più forte del mondo, regia di Michele Lupo (1962)
- Giulio Cesare contro i pirati, regia di Sergio Grieco (1962)
- Taras Bulba il cosacco, regia di Ferdinando Baldi (1962)
- Lasciapassare per il morto, regia di Mario Gariazzo (1962)
- Le due leggi, regia di Edoardo Mulargia (1962)
- Maciste l'eroe più grande del mondo, regia di Michele Lupo (1963)
- Carosello di notte, regia di Elio Belletti (1963)
- Brenno il nemico di Roma, regia di Giacomo Gentilomo (1963)
- Erik il vichingo, regia di Mario Caiano (1965)
- Sette contro tutti, regia di Michele Lupo (1965)
- Operazione 3 gatti gialli, regia di Gianfranco Parolini (1966)
- Sugar Colt, regia di Franco Giraldi (1966)
- Pecos è qui: prega e muori!, regia di Maurizio Lucidi (1967)
- Angelica e il gran sultano (Angélique et le Sultan), regia di Bernard Borderie (1968)

## Doppiatori
- Nando Gazzolo in L'arciere nero, Delitto in pieno sole, Maciste il gladiatore più forte del mondo
- Riccardo Cucciolla in Brenno il nemico di Roma, Erik il vichingo
- Emilio Cigoli in Maciste l'eroe più grande del mondo, Sette contro tutti
- Mario Pisu in Gelosia, La figlia di Mata Hari
- Gualtiero De Angelis in Cuori senza frontiere
- Giulio Panicali in L'oro di Napoli
- Pino Colizzi in Cartagine in fiamme
- Pino Locchi in I cosacchi
- Mario Bardella in Le due leggi
- Massimo Foschi in Sugar Colt
- Giorgio Piazza in Pecos è qui: prega e muori!
- Roberto Villa in Angelica e il gran sultano

## Prosa televisiva Rai
- L'isola del tesoro di Robert Louis Stevenson, regia di Anton Giulio Majano, sceneggiato (1959)
- Il quarto giorno di primavera, regia di Antonio Racioppi, trasmessa il 6 dicembre 1962.
- La cittadella di Archibald Joseph Cronin, regia di Anton Giulio Majano, sceneggiato (1964)
- Scaramouche, regia di Daniele D'Anza sceneggiato (1965)

## Teatro di rivista
- Al Grand Hotel, di Garinei e Giovannini, stagione 1948/1949.